# 시나 코포드
셔나 코페드(Seana Kofoed, 1970년 8월 13일 ~ )는 미국의 배우이다.
윌멧에서 태어났다.

## 출연 작품

### 영화
- 라이프 오브 크라임 (2013) - 케이 역

### 텔레비전
- 멘 인 트리스 (2006, Men in Trees)
- 플래시포워드 (2010)
- 톰 행크스의 일렉트릭시티 (2012, Electric City) - 빈 부인 역